# Helena Juntunen
Helena Maria Juntunen, född 9 mars 1976 i Kiminge, är en finländsk operasångerska (sopran). 
Juntumen har bedrivit sångstudier vid Uleåborgs konservatorium samt 1996–2002 vid Sibelius-Akademin för Anita Välkki (diplom 2002), dessutom liedstudier för bland andra Elisabeth Schwartzkopf. Hon vann första pris i Timo Mustakallio-tävlingen 2000, Grand prix (operan i Tammerfors) 2001 och sångtävlingen i Villmanstrand 2002. Hon har framträtt bland annat som Mimi i La Bohème och prinsessan Marina i Mikko Heiniös kyrkoopera Riddaren och draken.